# Jan Schmidt (Künstler)
Jan Schmidt (* 9. Mai 1973 in Wiesbaden) ist ein deutscher Künstler.

## Leben und Werk
Jan Schmidt wollte eigentlich Lehrer für Biologie und Chemie werden. Das 1993 begonnene Lehramtsstudium an der TU Darmstadt gab er auf, um ein Kunststudium aufzunehmen. Er studierte 1997 bis 2001 an der Kunsthochschule Mainz und war dort Meisterschüler von Ansgar Nierhoff. Es folgten von 2001 bis 2003 Studien bei Ayse Erkman an der Frankfurter Städelschule.
Schmidts grundlegendes Interesse für Naturwissenschaften spiegelt sich auch in seinen Werken wider. In einer Rezension in der Frankfurter Allgemeinen Zeitung hieß es: „im Grunde möchte man alle Arbeiten (...) eine Versuchsanordnung nennen.“ So setzt sich Schmidt zum Beispiel mit der Visualisierung von Zeit auseinander. Er arbeitet an wiederkehrenden, manchmal meditativen Prozessen, deren Resultate sichtbar werden. Beim monatelangen Bearbeiten eines Findlings mit Hammer und Meißel fand Schmidt hunderte 10 Millionen Jahre alte versteinerte Schnecken. Reduziert in ihrer Erscheinung zeugen die Werke von den Prozessen ihrer Entstehung, so zersägt er zum Beispiel auch Aluminiumblöcke, deren feine Späne sich zu einer Installation gruppieren.
Für seine Zeichnungen verwendet Schmidt verschiedene, auch experimentelle Aufbauten und Mittel, wie etwa einen hängenden Akkuschrauber, oder das freie Werfen von Bleistiftminen auf Papier, sodass der Zufall in seinen konzeptionell angelegten Werken mitspielt: „Es scheint, als gestalte Jan Schmidt seine Werke mithilfe des Zufalls und spielerisch. Am Ende aber ist doch alles Konzept.“
„Sein Werk umfasst Objekte, Zeichnungen, Filme und Installationen, die alle eines gemeinsam haben: Sie sind unscheinbar, zurückhaltend, filigran und manchmal fast unsichtbar.“
Schmidt lebt mit seiner Familie in Frankfurt am Main.

## Ausstellungen (Auswahl)

### Einzelausstellungen
- 2000: Myriads, Galerie Appel, Frankfurt a. M. (mit Yvonne Rothe)
- 2003: Old School, Kunsthistorisches Institut, Bonn
- 2006: CLOCK, Nassauischer Kunstverein, Wiesbaden
- 2007: Sebastian Fath Contemporary, Mannheim
- 2009: Zeichnungen, 1822-Forum, Frankfurt a. M.
- 2010: Galerie der Roland Versicherung, Köln
- 2012: durchgespielt, Galerie Anita Beckers, Frankfurt a. M.
- 2013: Markierung #1, Kunstverein Ludwigshafen
- 2013: Markierung #2, Museum Wiesbaden
- 2013: Ich kann es nur wiederholen, Kunstverein Konstanz
- 2014: Klaus Kleine, Axel Loytved, Jan Schmidt, Galerie Bertold Pott, Köln
- 2015: Condition Report, Städtische Galerie Delmenhorst (mit Ane Mette Hol)
- 2016: Drehen und Wenden, Bellevuesaal, Wiesbaden (mit Nol Hennissen)
- 2017: Sägearbeit #4, Haus der Kunst St. Josef, Solothurn
- 2018: Parkett, Kunstverein Bochum
- 2019: Das Ziel weit genug vor Augen, V8 Plattform für Neue Kunst, Karlsruhe
- 2020: Grande San Paolo, Neuer Kunstverein Gießen
- 2022: Archipele, Museum Wiesbaden (mit Jürgen Krause und Masanori Toyoda)
- 2023: Archiv eines Sommers, AtelierFrankfurt, Frankfurt a. M.
- 2023: Rosso Levanto, Museum Goch, Goch
- 2023: „Aufzeichnungen“, Galerie Anita Beckers, Frankfurt a. M.
- 2024: Cluster, Weißfrauenkirche, Frankfurt a. M.

### Gruppenausstellungen
- 1999: Hörma, UdK Berlin
- 2000: Am Ort, Symposium des Deutschen Künstlerbundes, Berlin
- 2001: Junger Westen, Kunsthalle Recklinghausen
- 2003: Bis ans Ende der Welt, Kunstverein Konstanz
- 2005: Wahlverwandtschaften, Städelmuseum, Frankfurt a. M.
- 2005: Emy-Roeder Preis, Kunstverein Ludwigshafen
- 2006: 12 Statements aus Rheinland-Pfalz, Kunstverein Germersheim
- 2006: Saar Ferngas Kunstpreis, Pfalzgalerie, Kaiserslautern
- 2008: Fukushima Biennial for Contemporary Art, Fukushima, Japan
- 2009: Ausgezeichnet, Grafikpreis des Landes Nordrhein-Westfalen, Kornelimünster, Aachen
- 2009: Sebastian Fath Contemporary (mit Martin Noel), Mannheim
- 2010: Am Ende alles anders, Kunstverein Rüsselsheim
- 2011: 25+25, Kunstverein Wilhelmshöhe, Ettlingen
- 2011: Arbeiten aus dem Bleistiftgebiet, VAN HORN, Düsseldorf
- 2014: Transition, Ausstellungshalle 1A, Frankfurt a. M.
- 2015: Die Kräfte hinter den Formen, Galerie im Taxispalais, Innsbruck; Haus Lange/Haus Esters, Krefeld; Kunstmuseum Thun
- 2016: Echtzeit, Kunstmuseum Bonn
- 2016: Timelines, Kunstverein Ludwigshafen; Port 25, Mannheim
- 2016: +ultra. wissen schafft gestaltung, Martin-Gropius-Bau, Berlin
- 2017: Seltene Treffer, Oberfinanzdirektion, Frankfurt a. M.
- 2017: Einfallswinkel gleich Ausfallswinkel, Kunstverein Gästezimmer, Stuttgart (mit Elisabeth Brose)
- 2018: The Long Now, Museum Goch
- 2018: Fett und Wasser, AKKU, Stuttgart
- 2018: Métamorphoses, Goethe-Institut, Paris
- 2021: Findungen, Deutscher Künstlerbund, Berlin
- 2022: SUNSET Ein Hoch auf die sinkende Sonne, Kunsthalle Bremen
- 2022: Reflections / Spiegelwelten, Museum für konkrete Kunst, Ingolstadt
- 2022: Blanc de Blancs, Villa Schöningen, Potsdam
- 2023: Vermessungen, Port25 Raum für Gegenwartskunst, Mannheim
- 2023: Ever. Present. Past., Neue Galerie, Kassel
- 2023: Schimmer, Galerie Martin Mertens, Berlin
- 2024: Schöne Neue Welt, Galerie Anita Beckers, Frankfurt a. M.
- 2024: Verspielt?, Palmengarten, Frankfurt a. M.

## Preise und Stipendien
- Förderpreis für junge Künstler des Landes Rheinland-Pfalz (2005)
- Raimund Lehmkul Förderpreis, Köln (2007)
- Stipendium Cité des Arts, Paris (2007)
- Grafikpreis des Landes Nordrhein-Westfalen (2009)
- Reisestipendium der Hessischen Kulturstiftung (2018)
- Katalogförderung der Stiftung Kunstfonds (2019)
- Mäzenatisches Projektstipendium der Hessischen Kulturstiftung und den Freunden des Museums Wiesbaden (2020)
- Arbeitsstipendium der Stiftung Kunstfonds (2022)

Quelle:

## Werke in Sammlungen
- Sammlung des Landes Hessen, Bad Homburg
- Graphische Sammlung, Städelmuseum, Frankfurt a. M.
- Sammlung des Landes Rheinland-Pfalz
- Kunsthalle Mannheim
- Sammlung des Landes Nordrhein-Westfalen
- Museum Wiesbaden
- Kunsthalle Karlsruhe

Quelle:

## Schriften
- Jan Schmidt hat Zeit. Museum Wiesbaden (Hg.), Wiesbaden 2013, ISBN 978-3-89258-095-9.
- Jan Schmidt: Findling. In: Andreas Bee (Hrsg.): Zeitschnecken. Verlag der Buchhandlung Walther König, Köln 2021, ISBN 978-3-96098-988-2, S. 41–67.
- Jan Schmidt: sägen, zählen, zeichnen. Hrsg.: Stephan Mann, Museum Goch. 1. Auflage. Pagina, Goch 2023, ISBN 978-3-946509-61-5.